# 维埃耶沙佩勒
维埃耶沙佩勒（法語：Vieille-Chapelle，法語發音：[vjɛj ʃapɛl]，意为“旧小教堂”）是法国上法蘭西大區加来海峡省的一个市镇，属于贝蒂讷区。

## 地理
维埃耶沙佩勒（50°35'30"N, 2°42'20"E）面积3.41 平方千米，位于法国上法蘭西大區加来海峡省，该省份为法国北部沿海省份，西北濒北海，南至索姆省，东临北部省。
与维埃耶沙佩勒接壤的市镇（或旧市镇、城区）包括：莱特雷姆、拉库蒂尔、里什堡。
维埃耶沙佩勒的时区为UTC+01:00、UTC+02:00（夏令时）。

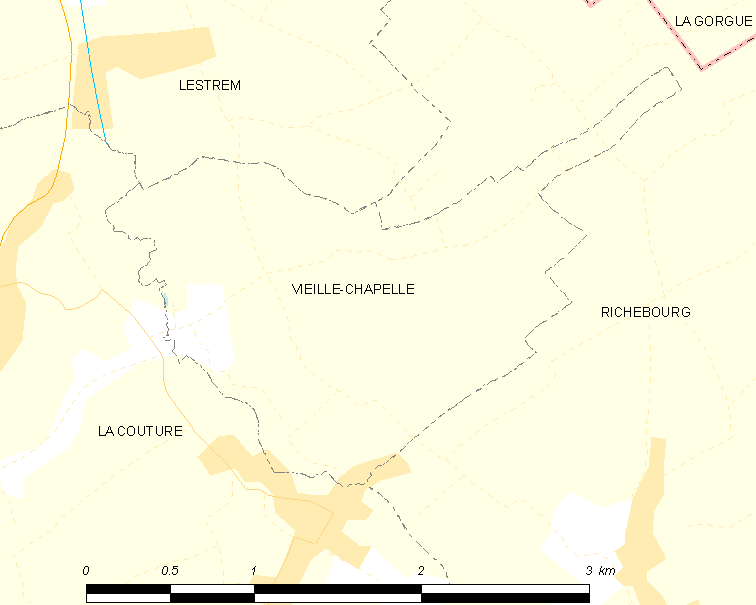
维埃耶沙佩勒的OSM定位图

## 行政
维埃耶沙佩勒的邮政编码为62136，INSEE市镇编码为62851。

## 政治
维埃耶沙佩勒所属的省级选区为伯夫里县。

## 人口

1962-2008年间维埃耶沙佩勒人口变化图示

维埃耶沙佩勒于2022年1月1日时的人口数量为888人。